# U-567
| U-567                      | U-567                                                          | U-567                                                          |
| -------------------------- | -------------------------------------------------------------- | -------------------------------------------------------------- |
|                            |                                                                |                                                                |
|                            |                                                                |                                                                |
|                            |                                                                |                                                                |
| Під прапором               | Третій рейх                                                    | Третій рейх                                                    |
| Спуск на воду              | 6 березня 1941 року                                            | 6 березня 1941 року                                            |
| Виведений зі складу флоту  | 21 грудня 1941 року                                            | 21 грудня 1941 року                                            |
| Сучасний статус            | затоплений                                                     | затоплений                                                     |
| Проєкт                     |                                                                |                                                                |
| Тип ПЧ                     | Торпедний ДПЧ                                                  | Торпедний ДПЧ                                                  |
| Основні характеристики     |                                                                |                                                                |
| Швидкість (надводна)       | 17,7 вузлів                                                    | 17,7 вузлів                                                    |
| Швидкість (підводна)       | 7,6 вузлів                                                     | 7,6 вузлів                                                     |
| Робоча глибина занурення   | 100 м                                                          | 100 м                                                          |
| Гранична глибина занурення | 220 м                                                          | 220 м                                                          |
| Екіпаж                     | 44 осіб                                                        | 44 осіб                                                        |
| Розміри                    |                                                                |                                                                |
| Довжина найбільша (по КВЛ) | 67,1 м                                                         | 67,1 м                                                         |
| Ширина корпусу найб.       | 6,2 м                                                          | 6,2 м                                                          |
| Висота                     | 9,6 м                                                          | 9,6 м                                                          |
| Середня осадка (по КВЛ)    | 4,70 м                                                         | 4,70 м                                                         |
| Водотоннажність надводна   | 769 т                                                          | 769 т                                                          |
| Озброєння                  |                                                                |                                                                |
| Артилерія                  | одна палубна гармата калібру 88-мм, одна 20-мм зенітна гармата | одна палубна гармата калібру 88-мм, одна 20-мм зенітна гармата |
| Торпедно- мінне озброєння  | 4 носових і один кормовий ТА. 14 торпед або 26 мін             | 4 носових і один кормовий ТА. 14 торпед або 26 мін             |

U-567 — німецький підводний човен типу VIIC, часів  Другої світової війни.
Замовлення на будівництво човна було віддане 24 жовтня 1939 року. Човен був закладений на верфі суднобудівної компанії «Blohm + Voss» у Гамбурзі 27 квітня 1940 року під будівельним номером 543, спущений на воду 6 березня 1941 року, 24 квітня 1941 року увійшов до складу 3-ї флотилії. Також за час служби перебував у складі 7-ї флотилії.
Човен зробив 3 бойових походи, в яких потопив 2 (загальна водотоннажність 6 809 брт) судна.
Потоплений 21 грудня 1941 року у Північній Атлантиці північно-східніше Азорських островів (44°02′ пн. ш. 20°10′ зх. д. / 44.033° пн. ш. 20.167° зх. д.) глибинними бомбами британського шлюпа «Дептфорд». Всі 47 членів екіпажу загинули.

## Командири
- Оберлейтенант-цур-зее Теодор Фар (24 квітня — 14 жовтня 1941)
- Капітан-лейтенант Енгельберт Ендрасс (15 жовтня — 21 грудня 1941)

## Потоплені та пошкоджені кораблі[3]
| Назва           | Тип           | Належність      | Дата           | Тоннаж (БРТ) | Вантаж                       | Статус    | Місце                                                       |
| Fort Richepanse | торгове судно | Велика Британія | 3 вересня 1941 | 3 485        | 2 890 т генеральних вантажів | потоплено | 52°15′ пн. ш. 21°10′ зх. д. / 52.250° пн. ш. 21.167° зх. д. |
| Annavore        | торгове судно | Норвегія        | 21 грудня 1941 | 3 324        | 4 800 т залізних піритів     | потоплено | 43°55′ пн. ш. 19°50′ зх. д. / 43.917° пн. ш. 19.833° зх. д. |